# Cubophis cantherigerus
Espèce
Synonymes
- Coluber cantherigerus Bibron, 1840
- Dromicus angulifer Bibron, 1843
- Dromicus angulifer var. adspersus Gundlach & Peters, 1864
- Alsophis cantherigerus spielmani Grant, 1959
- Alsophis cantherigerus schwartzi Lando & Williams, 1969
- Alsophis cantherigerus pepei Schwartz & Thomas, 1970

Cubophis cantherigerus est une espèce de serpents de la famille des Dipsadidae.

## Répartition
Cette espèce est endémique des Cuba.

## Liste des sous-espèces
Selon The Reptile Database (26 mars 2015) :
- Cubophis cantherigerus adspersus (Gundlach & Peters, 1864)
- Cubophis cantherigerus cantherigerus (Bibron, 1843)
- Cubophis cantherigerus pepei (Schwartz & Thomas, 1970)
- Cubophis cantherigerus schwartzi (Lando & Williams, 1969)

## Taxinomie
Les sous-espèces Cubophis cantherigerus caymanus, Cubophis cantherigerus fuscicauda et Cubophis cantherigerus ruttyi ont été élevées au rang d"espèce par Hedges, Couloux et Vidal en 2009 et la sous-espèce Cubophis cantherigerus brooksi a été élevée au rang d"espèce par McCranie en 2011.

## Publications originales
- Bibron, 1843 in Cocteau & Bibron, 1843 : Reptiles, p. 1-143 in Sagra, 1843 : Historia Física, Politica y Natural de la Isla de Cuba. Arthus Bertrand, Paris, vol. 4 (texte intégral).
- Lando & Williams, 1969 : Notes on the herpetology of the U.S. naval base at Guantanamo Bay, Cuba. Uitgaven Natuurwetenschappelijke Studiekring voor Suriname en de Nederlandse Antillen, vol. 31, no 57, p. 159-201.
- Gundlach & Peters, 1864 in Peters, 1864 : Über einige neue Säugethiere (Mormops, Macrotus, Vesperus, Molossus, Capromys), Amphibien (Plathydactylus, Otocryptis, Euprepes, Ungalia, Dromicus, Tropidonotus, Xenodon, Hylodes), und Fische (Sillago, Sebastes, Channa, Myctophum, Carassius, Barbus, Capoeta, Poecillia, Saurenchelys, Leptocephalus). Monatsberichte der Königlichen Preussischen Akademie der Wissenschaften zu Berlin, vol. 1864, p. 381-399 (texte intégral).
- Schwartz & Thomas, 1970 : Four new snakes (Tropidophis, Dromicus, Alsophis) from the Isla de Pinos and Cuba. Herpetologica, vol. 16, p. 73-90.